# Wasserburg am Inn
Wasserburg am Inn is een gemeente in de Duitse deelstaat Beieren, gelegen in het Landkreis Rosenheim. De stad telt 12.662 inwoners.

## Stadsindeling

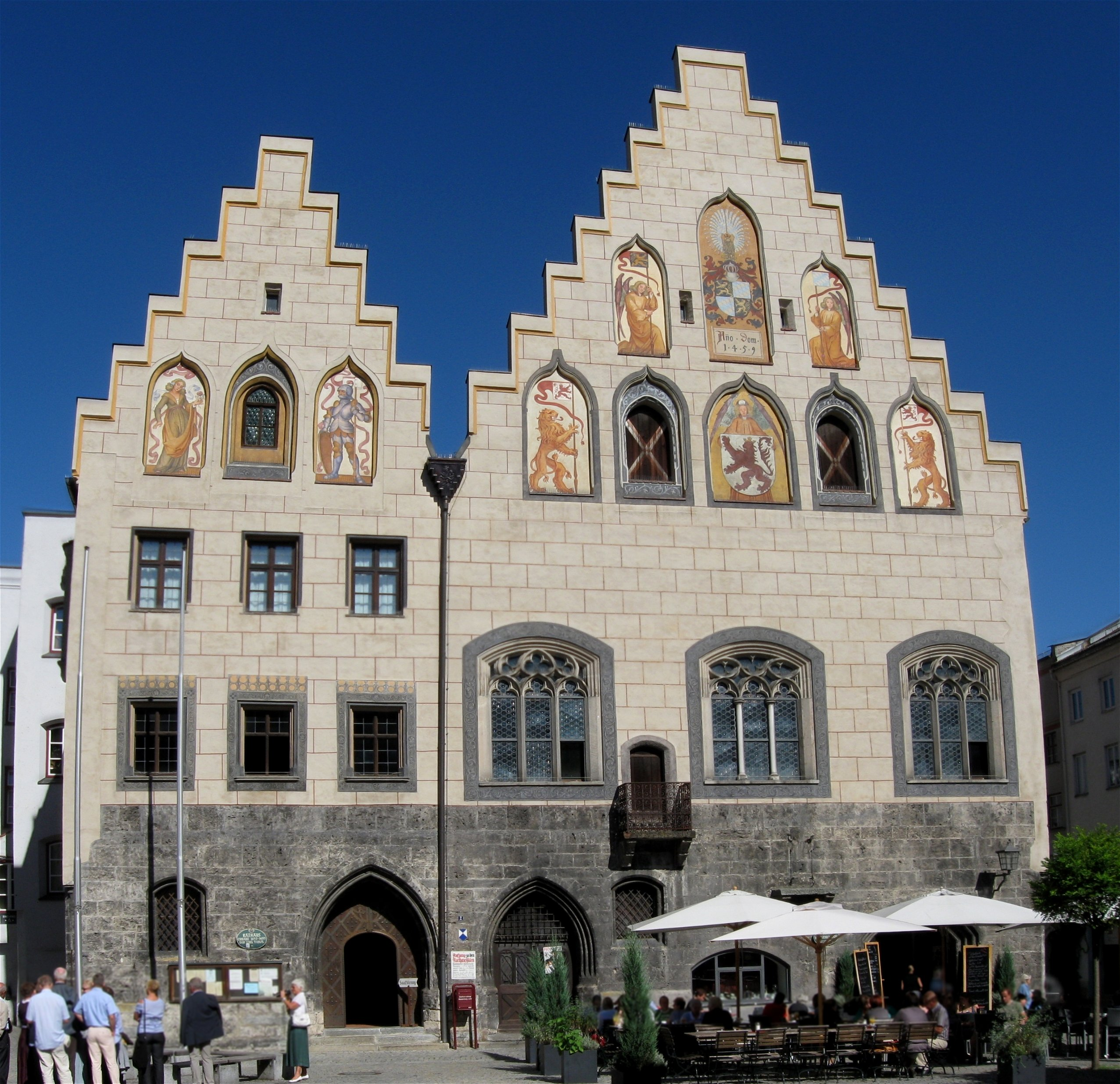
Stadhuis van Wasserburg (1459; in 1915 gerenoveerd)

Wasserburg am Inn bestaat uit de volgende 22 stadsdelen (Gemeindeteile):
- de hoofdplaats Wasserburg am Inn
- het parochiedorp Attel, 6½ km ten zuidwesten van de stad, met voormalig benedictijnenklooster en bezienswaardige, 18e-eeuwse kerk in rococostijl, en met ca. 400 inwoners.
- het kerkdorp Reitmehring, 3½ km ten westen van de stad, met het station, de zuivelfabriek Meggle AG, en met ca. 1.000 inwoners
- de 5 dorpen zonder eigen kerkgebouw (Dörfer) Kornberg, Rottmoos, Seewies, Viehhausen en Weikertsham
- de 9 gehuchten (Weiler)  Attlerau, Au, Edgarten, Elend, Kobl, Kroit, Limburg, Reisach en Staudham
- de 4 Einöden[2] Gern, Heberthal, Langwiederberg en Osterwies
- de psychiatrische instelling met omringende huizen Gabersee, 2 km ten westen van het stadscentrum

## Geografie
Wasserburg am Inn heeft een oppervlakte van 18,8 km² en ligt in het zuiden van Duitsland. Het oude centrum ligt binnen een lus van de Inn. Grote steden in de nabijheid zijn Rosenheim, 25 km zuidwaarts, en München, 55 km westwaarts.

### Naburige gemeenten
- Soyen
- Babensham
- Eiselfing
- Griesstätt
- Edling

### Infrastructuur

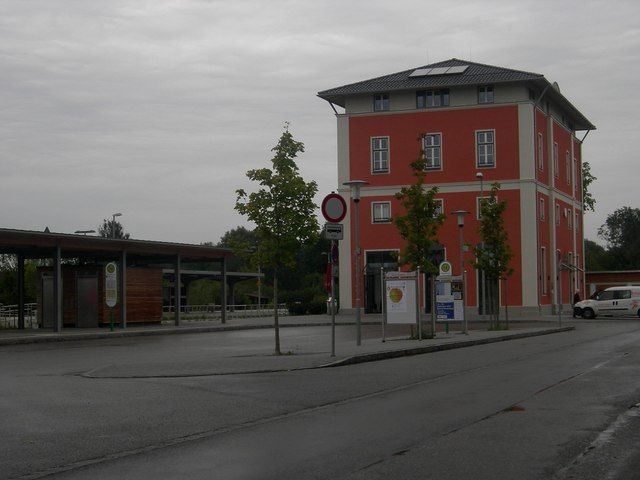
Station
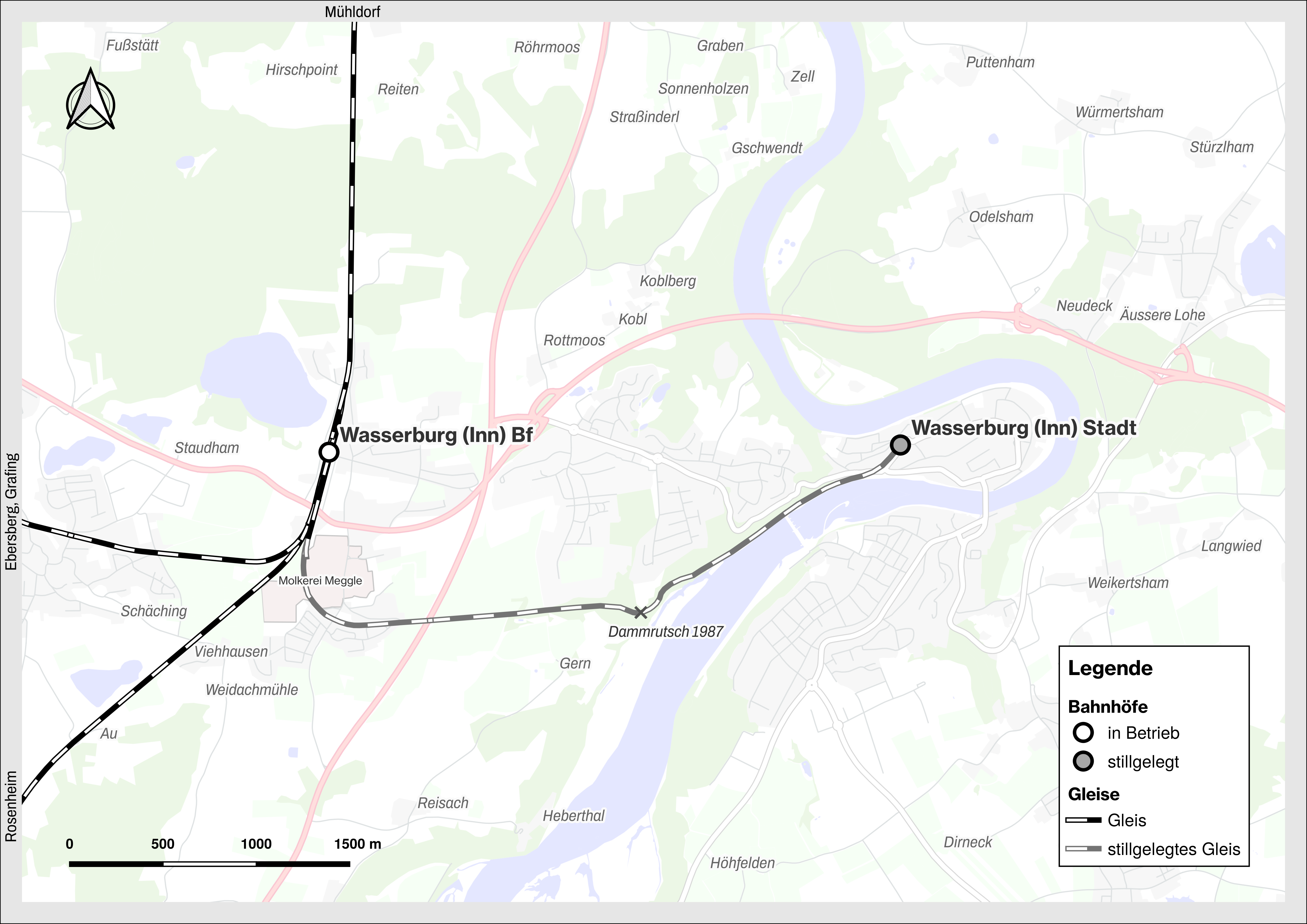
Situatiekaart spoorlijnen in en om Wasserburg

De stad heeft een spoorverbinding met Grafing bij München. Het station Wasserburg (Inn) Bahnhof, waar ook treinen van en naar Mühldorf (37 km) en Rosenheim (25 km) stoppen, staat 4 km ten westen van het stadscentrum in het stadsdeel Reitmehring. De spoorlijn vanuit Grafing liep van hier in het verleden (1905-1987) door tot in het centrum. In 1987 stortte de spoordijk op deze lijn op één plaats in door een aardverschuiving. De spoorverbinding van station Wasserburg (Inn) Bahnhof naar het centrum werd daarna door een busdienst vervangen. Sinds 2023 rijdt deze bus 2 x per uur. Of de spoorverbinding met het stadscentrum ooit hersteld zal worden, is, gezien de hieraan verbonden kosten, zeer twijfelachtig; de rails zijn anno 2025 nog intact, hoewel hier en daar met een laag grind bedekt.
De belangrijkste autoverkeerswegen in de gemeente zijn de Bundesstraße 15 Landshut- Rosenheim v.v. (noord-zuid) en de Bundesstraße 304 München - Freilassing v.v. (west-oost). Twee km ten noordwesten van het centrum, direct ten noorden van Gabersee, kruisen deze beide hoofdwegen elkaar. De dichtstbijzijnde Autobahn is de A 99 aan de oostrand van München.

## Economie
Wasserburg is zetel van enkele grote fabrieken. Twee (Molkerei Bauer; Meggle AG) daarvan maken zuivelproducten; één fabriek (RKW SE) maakt allerlei plastic artikelen, en één (Gronbach) levert onderdelen voor o.a. koelkasten. Een groot bedrijventerrein bevindt zich ten zuiden van de nieuwbouwwijk, die weer ten zuiden van het oude stadscentrum en de Inn staat.
Wasserburg is bekend vanwege enkele instellingen in de geestelijke gezondheidszorg, waaronder een instelling in het voormalige klooster te Attel en een groot psychiatrisch ziekenhuis (kbo-Inn-Salzach-Klinikum), 2 km ten westen van de stad, in stadsdeel Gabersee, zie hierna. Hieraan zijn ook vakopleidingen voor verpleegkundigen verbonden.

## Geschiedenis

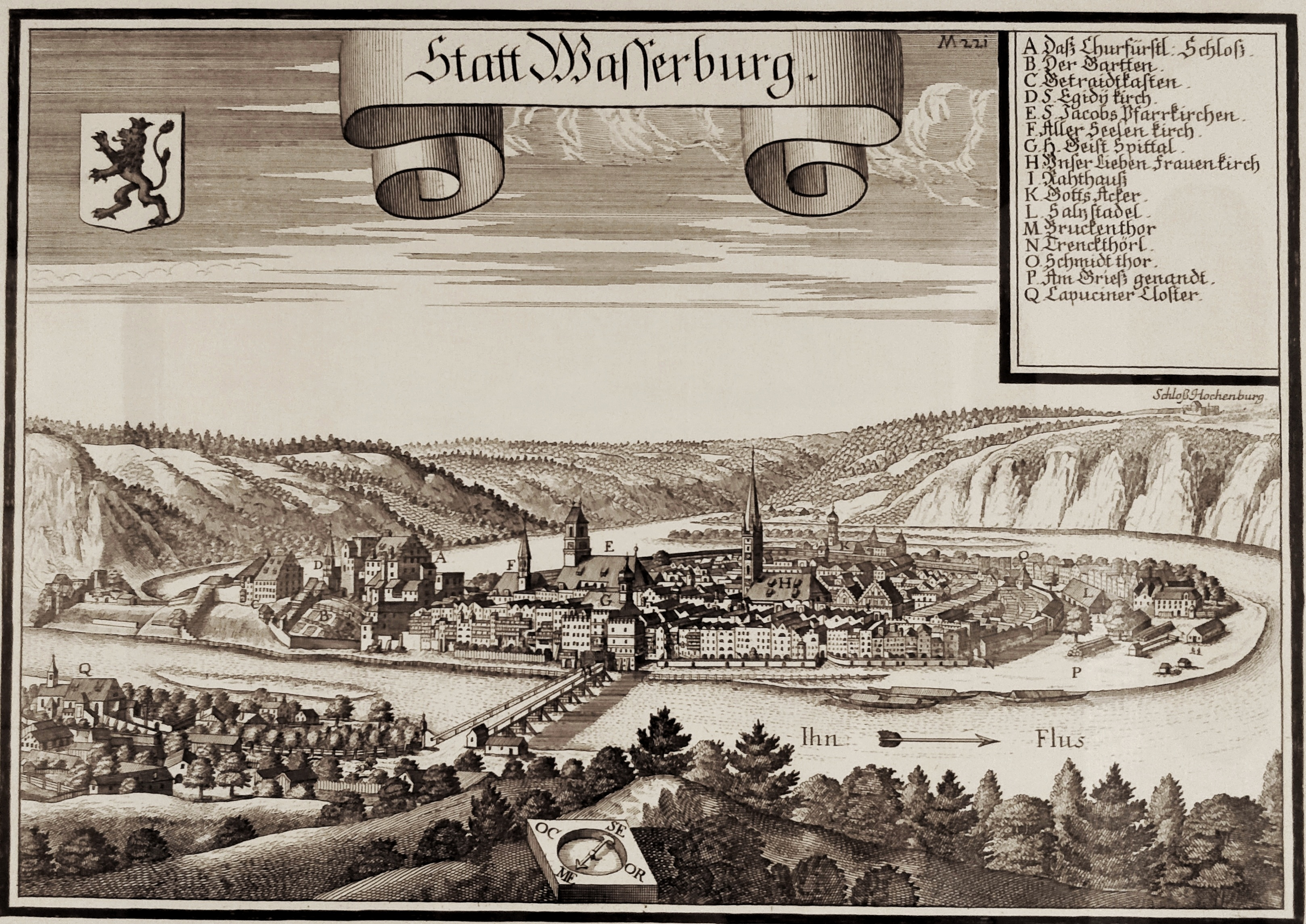
Wasserburg omstreeks 1700, kopergravure door Michael Wening

Over de geschiedenis van Wasserburg vóór het midden van de 14e eeuw is weinig bekend. In de 9e eeuw is er, vermoedelijk nog voordat het gebied een dorp of stad was, een 1,84 m lange man begraven, wiens gebeente in 2013 is opgegraven en zich in een archeologisch depot te München bevindt. Het skelet heeft, naar een straatje nabij de vindplaats, de bijnaam Fletzi gekregen. In een document gedateerd 1085 of 1088, waarvan in de Abdij van Sankt Emmeram een afschrift wordt bewaard, komt Wasserburg voor het eerst voor.
In of vóór 1220 werd de plaats ommuurd. Wanneer, en van wie Wasserburg stadsrechten kreeg, is niet meer bekend. Vermoedelijk was dit vóór het jaar 1247, toen hertog Lodewijk de Strenge de stad belegerde en innam. De stad kwam in de 12e en 13e eeuw tot bloei, vanwege de handel in keukenzout en de rivierscheepvaart op de Inn. In 1339 (en later nogmaals in 1885) werd Wasserburg geteisterd door een stadsbrand. Daarbij ging ook het stadsarchief verloren. Vanaf de 14e eeuw behoorde de plaats tot diverse elkaar opvolgende Hertogdommen Beieren, o.a. het Hertogdom Beieren-Ingolstadt van 1392-1447, en daarna tot 1503 het Hertogdom Beieren-Landshut. In de Dertigjarige Oorlog had Wasserburg veel oorlogsellende te verduren, vooral in de jaren vanaf 1632. In 1705 vonden in de omgeving van Wasserburg oorlogshandelingen plaats in het kader van de Spaanse Successieoorlog. In 1800 versloegen Franse troepen de Oostenrijkers in de Slag bij Hohenlinden, ook niet zeer ver van Wasserburg verwijderd. In 1876 respectievelijk 1905 verkregen Reitmehring en Wasserburg-stad aansluiting op het spoorwegnet.
Aan het eind van de Tweede Wereldoorlog opereerde in Opper-Beieren een kleine groep actieve tegenstanders van het nazi-regime. Dezen wilden, dat het gebied zonder strijd, en dus zonder bloedvergieten en verdere oorlogsverwoestingen, aan de geallieerden zou worden overgegeven. Amerikaanse troepen naderden op 27 april 1945 Wasserburg reeds. De aanvankelijk met de KPD sympathiserende mandenmaker uit Wasserburg Josef Estermann, een van de leiders van deze groep, wist vanaf 28 april 1945, o.a. door telefoonverbindingen te manipuleren, tijdelijk een radiozender over te nemen, en met een luidsprekerwagen en door het ophangen van plakkaten de bevolking tot vreedzame capitulatie over te halen, waardoor gewapend verzet uitbleef. Hoger geplaatste nazi's veroordeelden Estermann en zijn medestanders wegens landverraad bij verstek ter dood, een vonnis, dat niet meer tot uitvoering kwam. In de nacht van 2 op 3 mei verwijderde Estermann met hulp van anderen een antitankversperring, ging naar de Amerikanen toe om hun de weg te wijzen, en kwam, zwaaiend met een witte vlag, gezeten op een Amerikaanse tank, de stad in. Zo werd Wasserburg van de nazi's bevrijd. De geallieerde bezettingsautoriteiten benoemden Estermann vervolgens voor enige tijd tot burgemeester van de stad.
Vanaf ongeveer 1885 vindt jaarlijks rond Sint-Blasiusdag in februari een markt in levende duiven (Taubenmarkt) plaats. O.a. vanwege strengere regels op het gebied van dierenwelzijn en het gevaar van vogelgriep, is deze markt sedert haar hoogtepunt in 1997 aan het teruglopen. Anno 2020 lijkt deze traditie geen lang leven meer beschoren te zijn.
Van 2004 tot 2018 behoorde de vrouwen-basketbalploeg van TSV 1880 Wasserburg tot de beste van geheel Duitsland. Elf keer werd de landstitel, negen keer de nationale beker gewonnen.

### Psychiatrische kliniek Gabersee

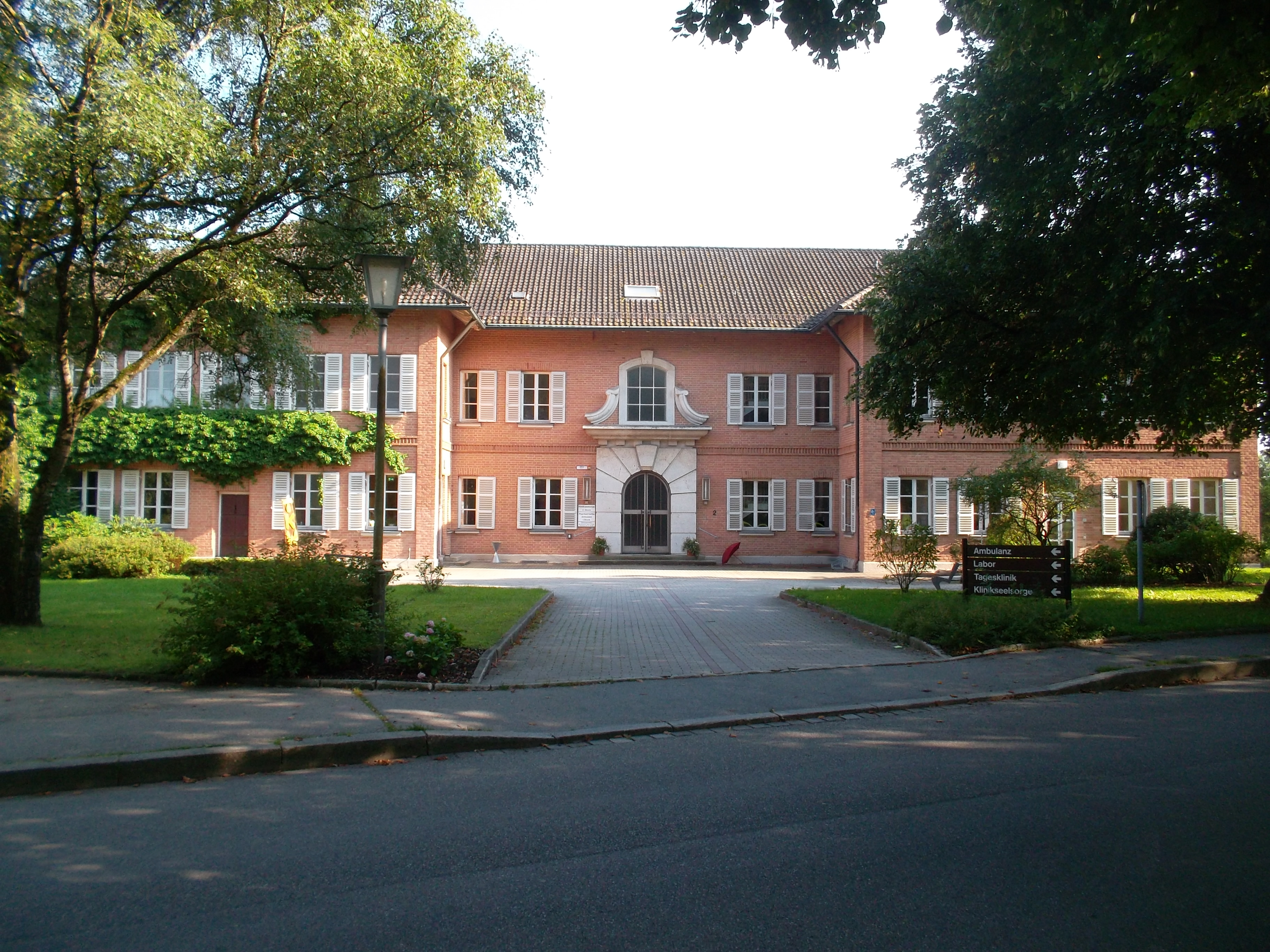
Hoofdgebouw kliniek te Gabersee

In 1883 werd in een kasteelachtig gebouw de Königlich Bayerische Heil- und Pflegeeinrichtung für Nervenkranke opgericht. Voor de verpleging van de patiënten werden talrijke paviljoens rondom het hoofdgebouw opgericht.
Ten tijde van Adolf Hitlers Derde Rijk werden in het kader van de Aktion T4, volgens de meest recente schatting, 640 patiënten van de instelling vermoord. Zie onderstaande externe link. Vanaf 1941 werd de instelling gebruikt als tehuis voor kinderen uit meestal stedelijke gebieden, die gevaar liepen, door de geallieerden te worden gebombardeerd (Erweiterte Kinderlandverschickung). Daarna was het een lazaret (legerhospitaal). Na de verovering van Wasserburg door de geallieerden, op 3 mei 1945, was er tot 1950 een tehuis voor joodse displaced persons van de UNRRA gevestigd.
Vanaf 1953 was Gabersee weer een psychiatrisch ziekenhuis, dat daarna diverse malen is gemoderniseerd en aangepast aan de eisen, die de geestelijke gezondheidszorg stelt. Ook patiënten, die een beroerte hebben gehad, worden hier verpleegd.
De huidige naam van de instelling luidt: kbo-Inn-Salzach-Klinikum. Ze heeft de status van academisch vakziekenhuis van de Ludwig Maximilians-Universiteit te München. Het ziekenhuis heeft circa 750 bedden, en er werken 1.500 mensen. De kliniek heeft filialen te o.a. Rosenheim en Freilassing.

## Bezienswaardigheden, toerisme, natuurschoon
- Van het schilderachtige, 12e-eeuwse kasteel Burg Wasserburg midden in de oude stad, zijn nog aanzienlijke delen bewaard gebleven. De gebouwen kunnen niet bezichtigd worden. Er is een woonvorm en verzorgingstehuis voor ouderen, en een kantoor van het kadaster in gevestigd.
- In de stad is een aantal schilderachtige, oude huizen bewaard gebleven.
- Wasserburg beschikt over een aantal bezienswaardige rooms-katholieke kerkgebouwen, vaak met barok of rococo interieur, waaronder de gotische, 15e-eeuwse St.-Jacobuskerk en de eveneens gotische, 14e-eeuwse Onze-Lieve-Vrouwekerk.
- Het Stedelijk Museum (Stadtmuseum) is een streekmuseum met een uitvoerige expositie over de geschiedenis van Wasserburg. Het is sinds 1936 gevestigd in een 15e-eeuws koopmanshuis. Regelmatig vinden tijdelijke speciale tentoonstellingen plaats.
- Langs de Inn zijn veel mogelijkheden om te wandelen of te fietsen. Gedeelten van de oevergebieden zijn echter vogel- of andere natuurreservaten en slechts beperkt toegankelijk.
- Buiten het centrum, aan de overkant van de Inn, leent de heuvelachtige en bosrijke omgeving van Wasserburg zich eveneens voor wandeltochten.

## Geboren in Wasserburg am Inn
- Franz Seraph Haindl (27 september 1865; † Partenkirchen, 3 december 1931), kunstschilder
- Fritz Huber (* 8 maart 1881 in Wasserburg; † 14 april 1942 in Mannheim), constructeur, uitvinder van de Lanz Bulldog
- Josef Estermann (* 28 december 1898 te Wasserburg; † 8 november 1982 ibidem), lokaal politicus, mandenmaker, betrokken bij de bevrijding van Wasserburg eind april en begin mei 1945; zie hierboven: Geschiedenis
- Franziska Preuß (11 maart 1994), biatlete

## Partnergemeentes
- Vincennes (Indiana), Verenigde Staten, sedert 1999
- Cugir, Roemenië, sedert 2009

## Afbeeldingen

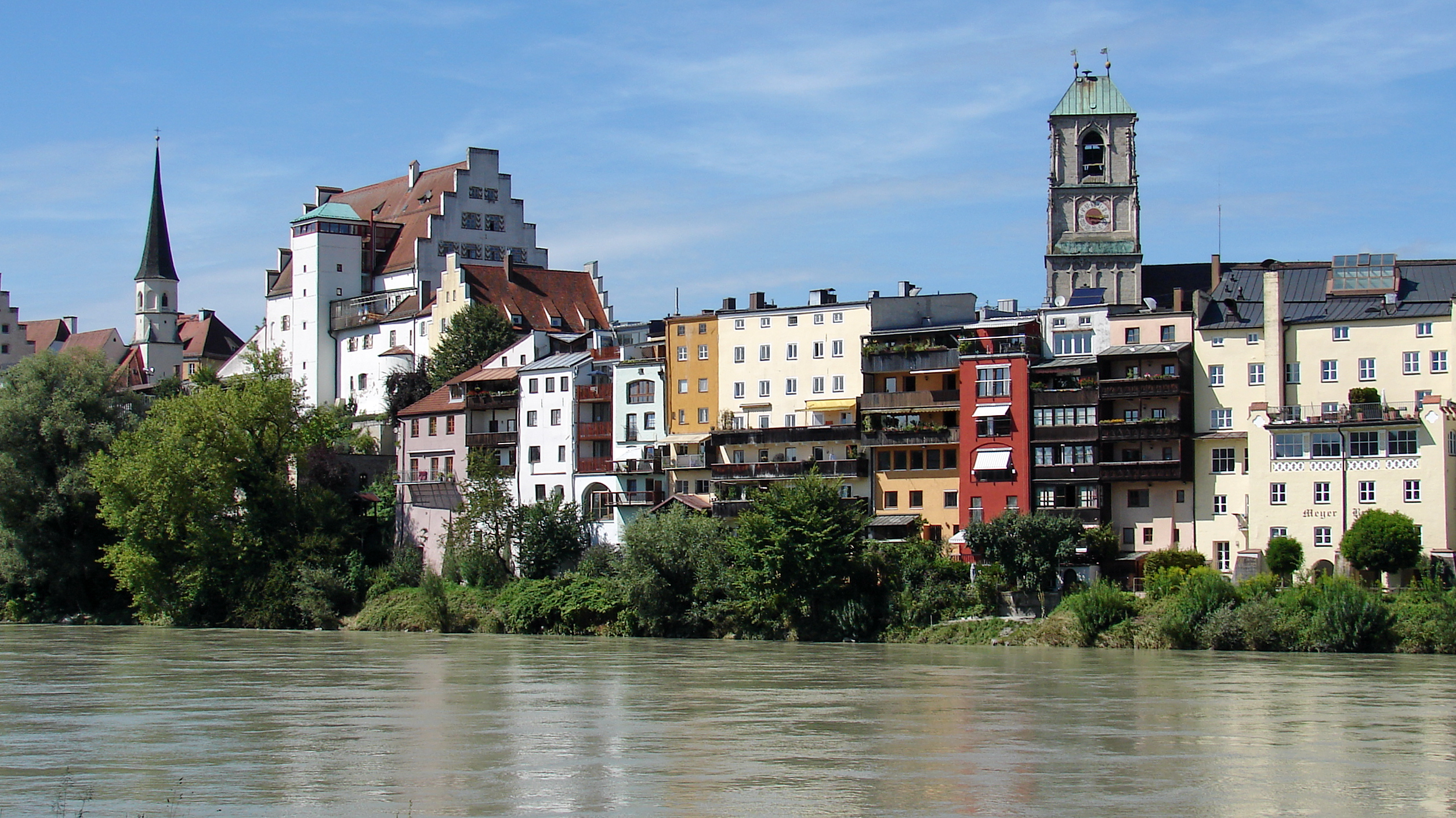
Stadsgezicht; links de v.m. Burg (stadskasteel), rechts de St. Jacobuskerk
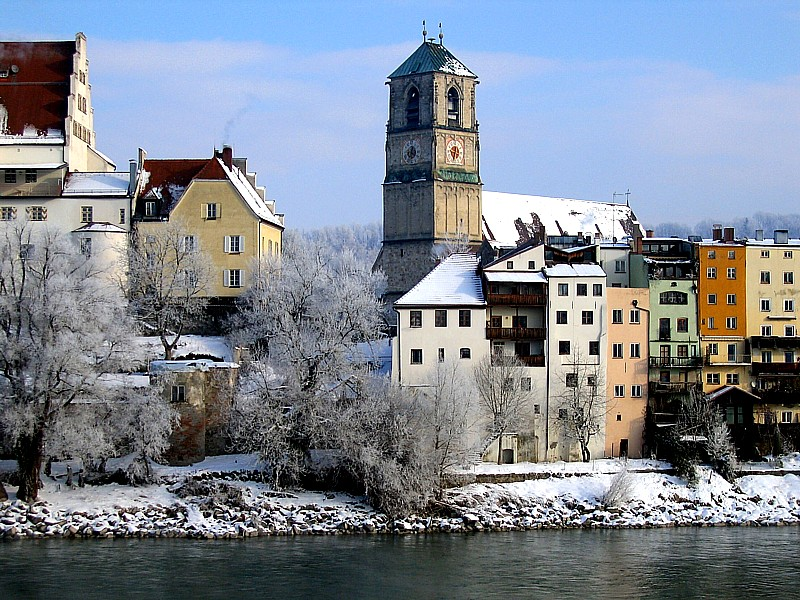
Gezicht op de St. Jacobuskerk
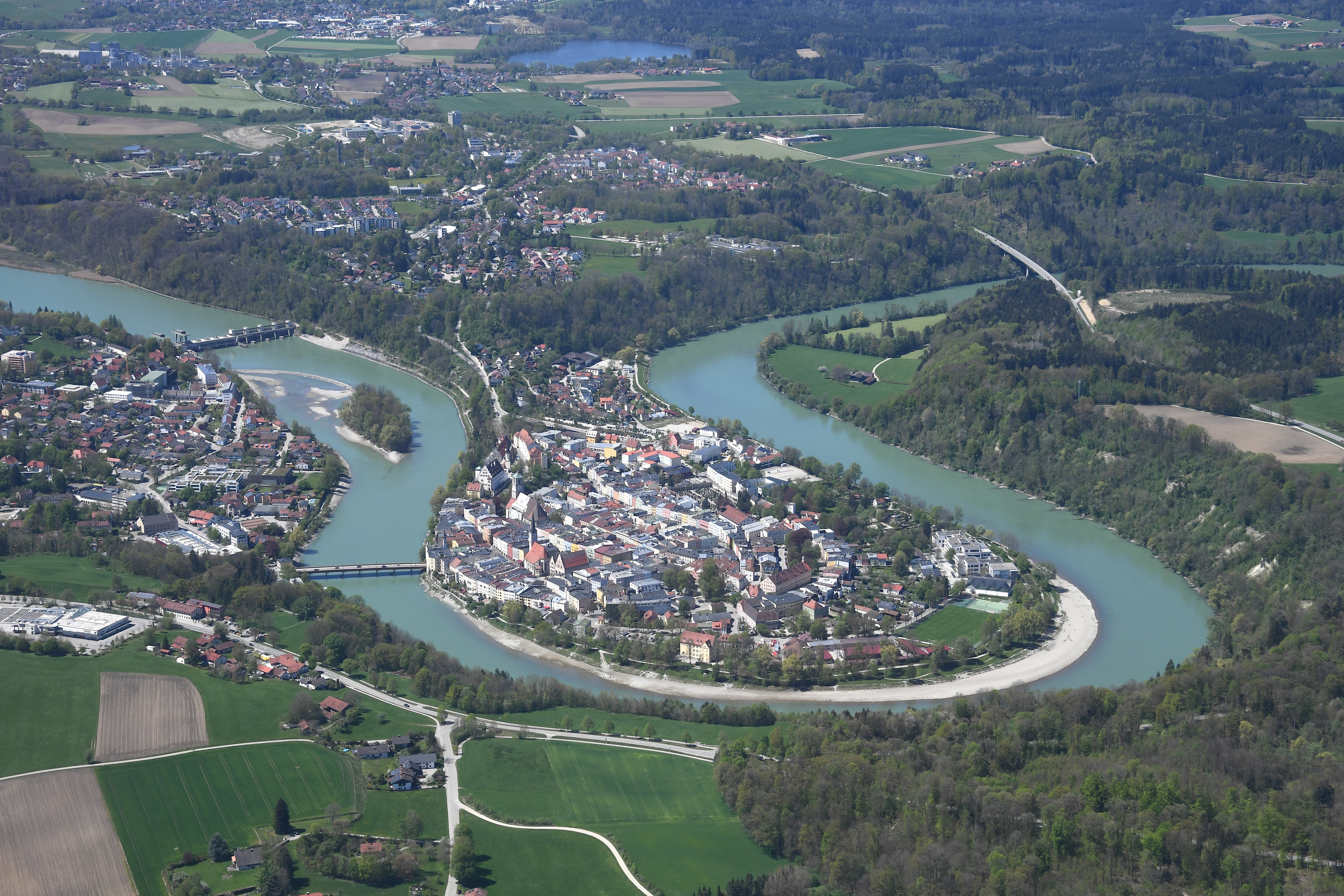
Luchtfoto van de stad
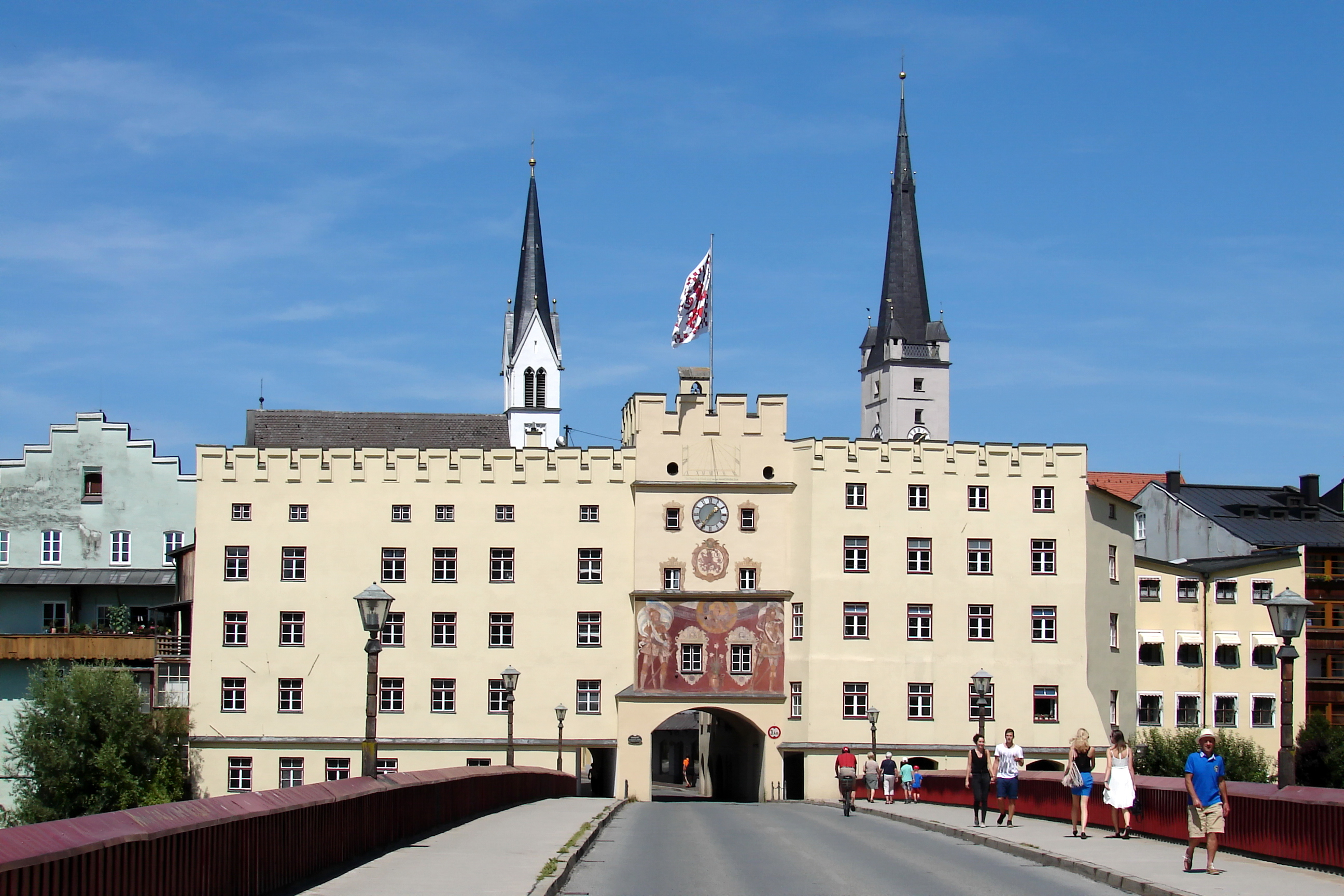
Brucktor (brugpoort) met brug over de Inn
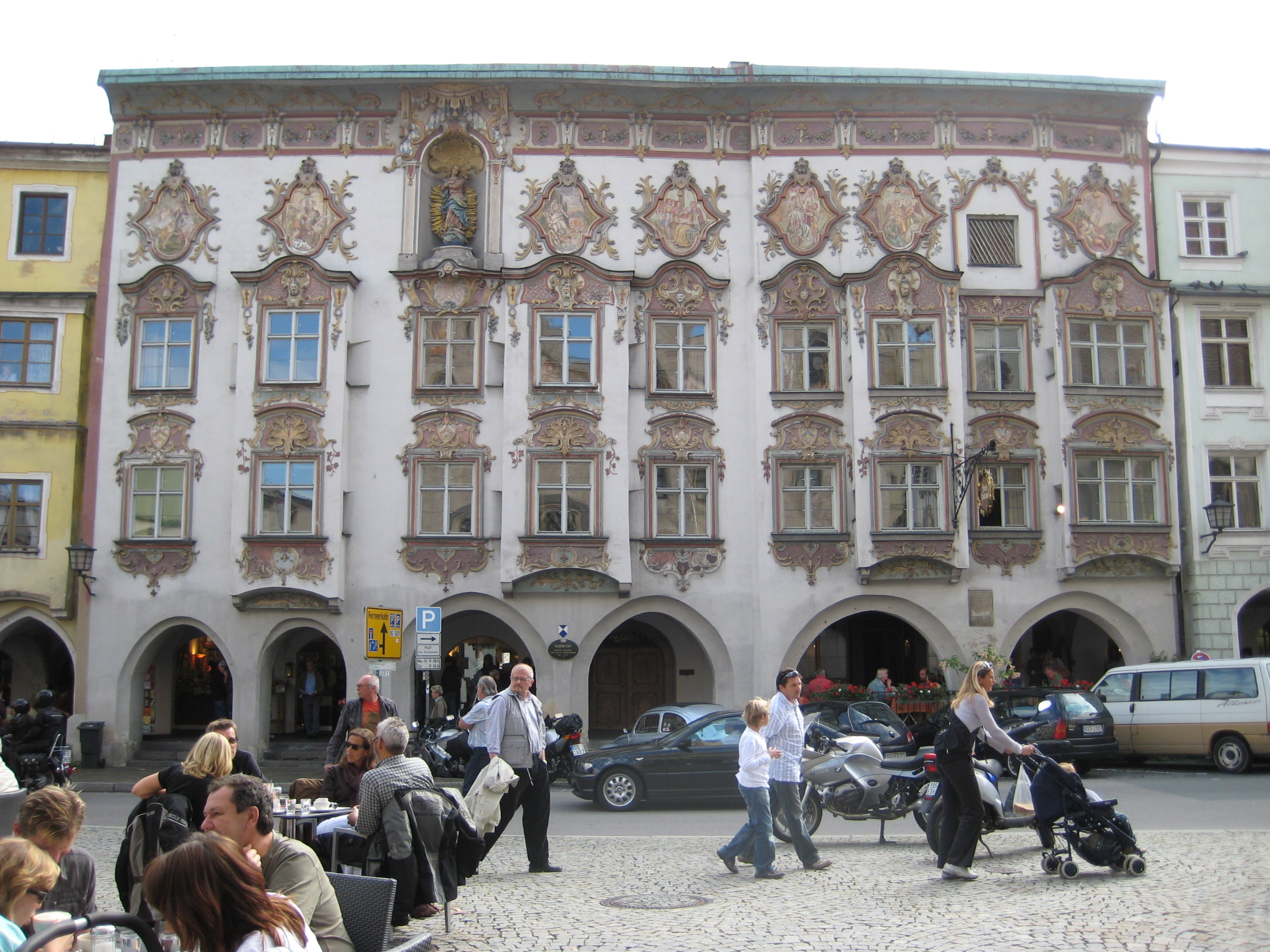
Gevel van het Kernhaus (ca. 1738; in 1968 gedeeltelijk gesloopt en herbouwd)
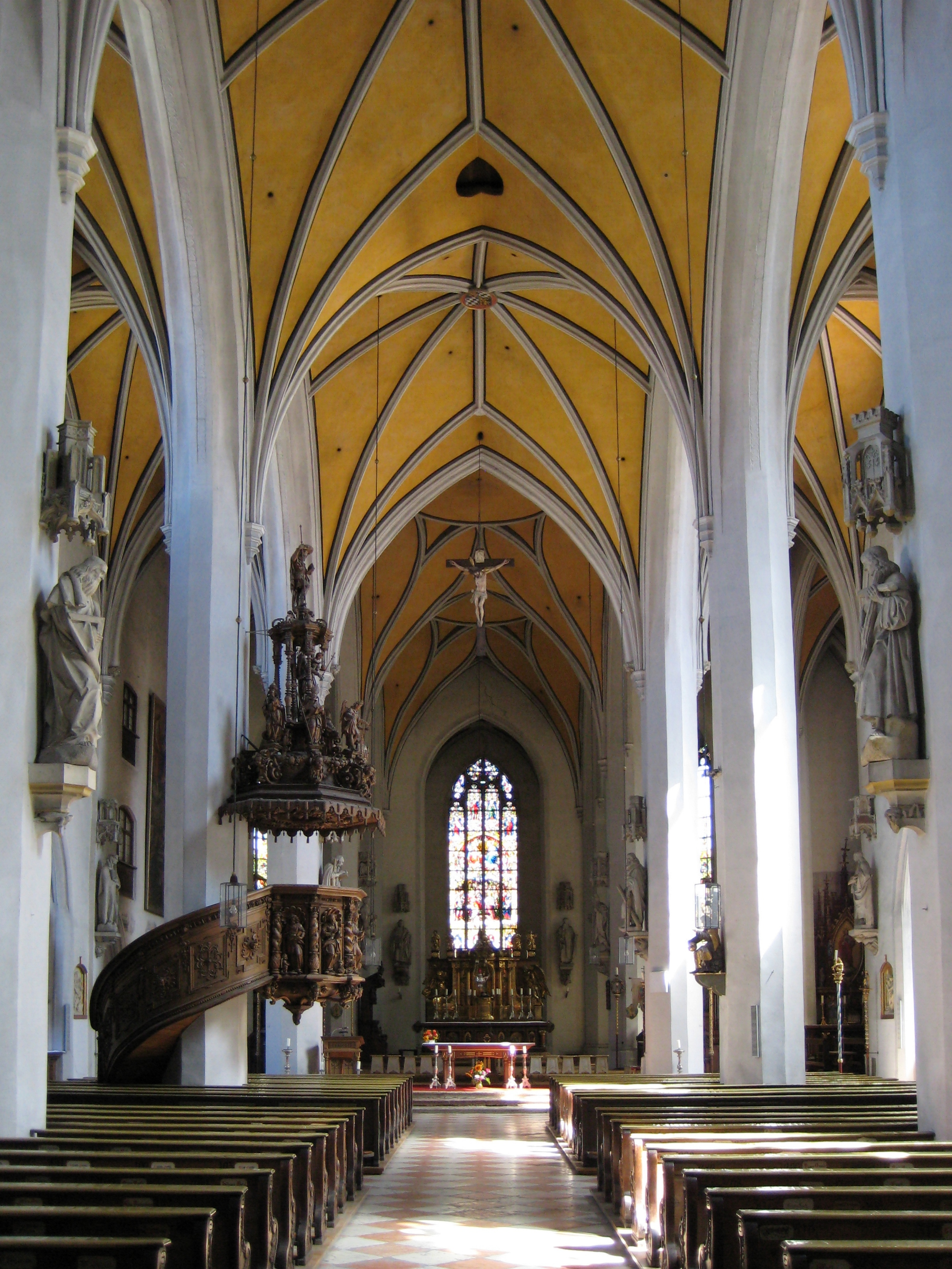
Interieur St. Jacobuskerk
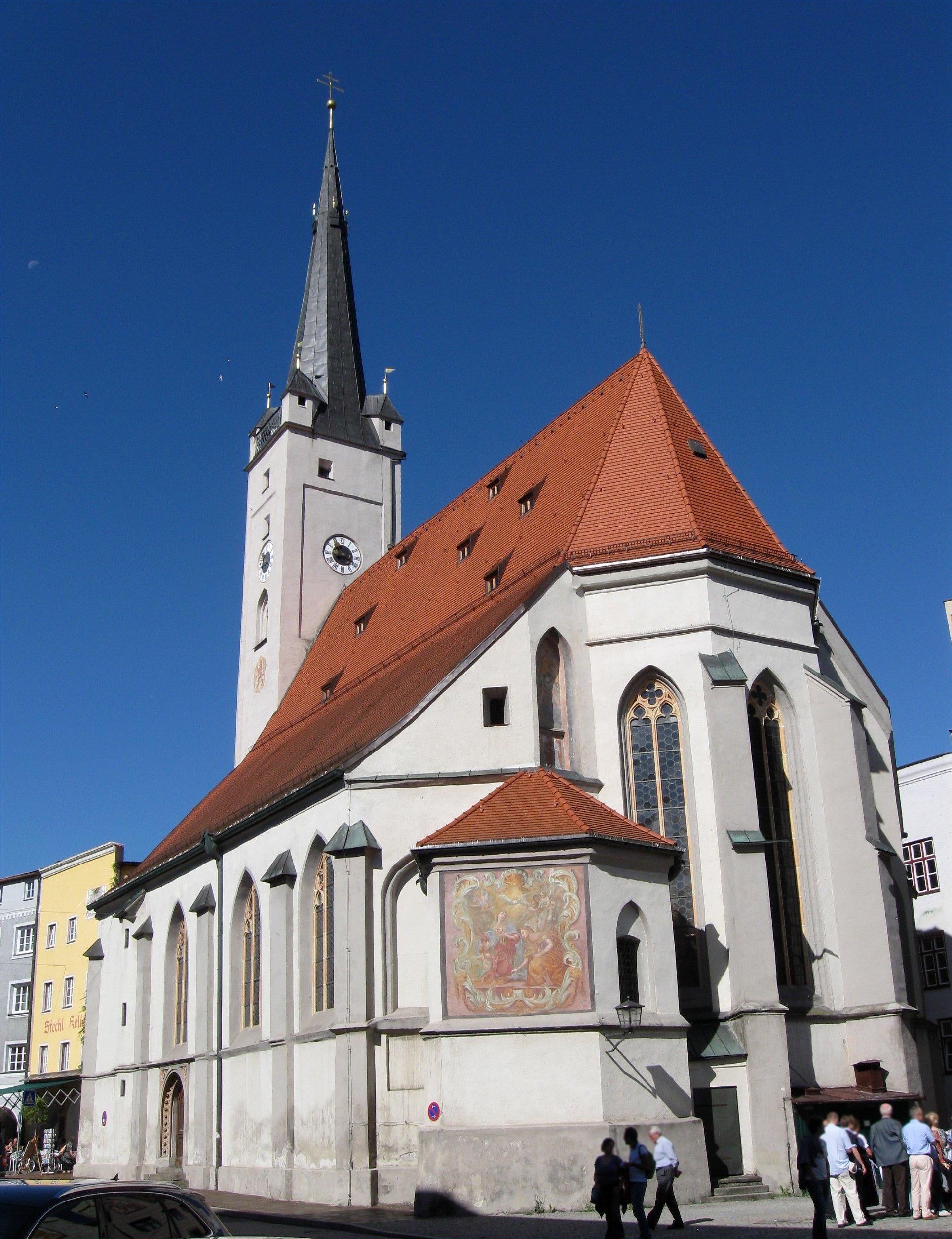
Onze-Lieve-Vrouwekerk (14e eeuw)
Interieur van deze kerk (eind 17e eeuw en 18e eeuw)
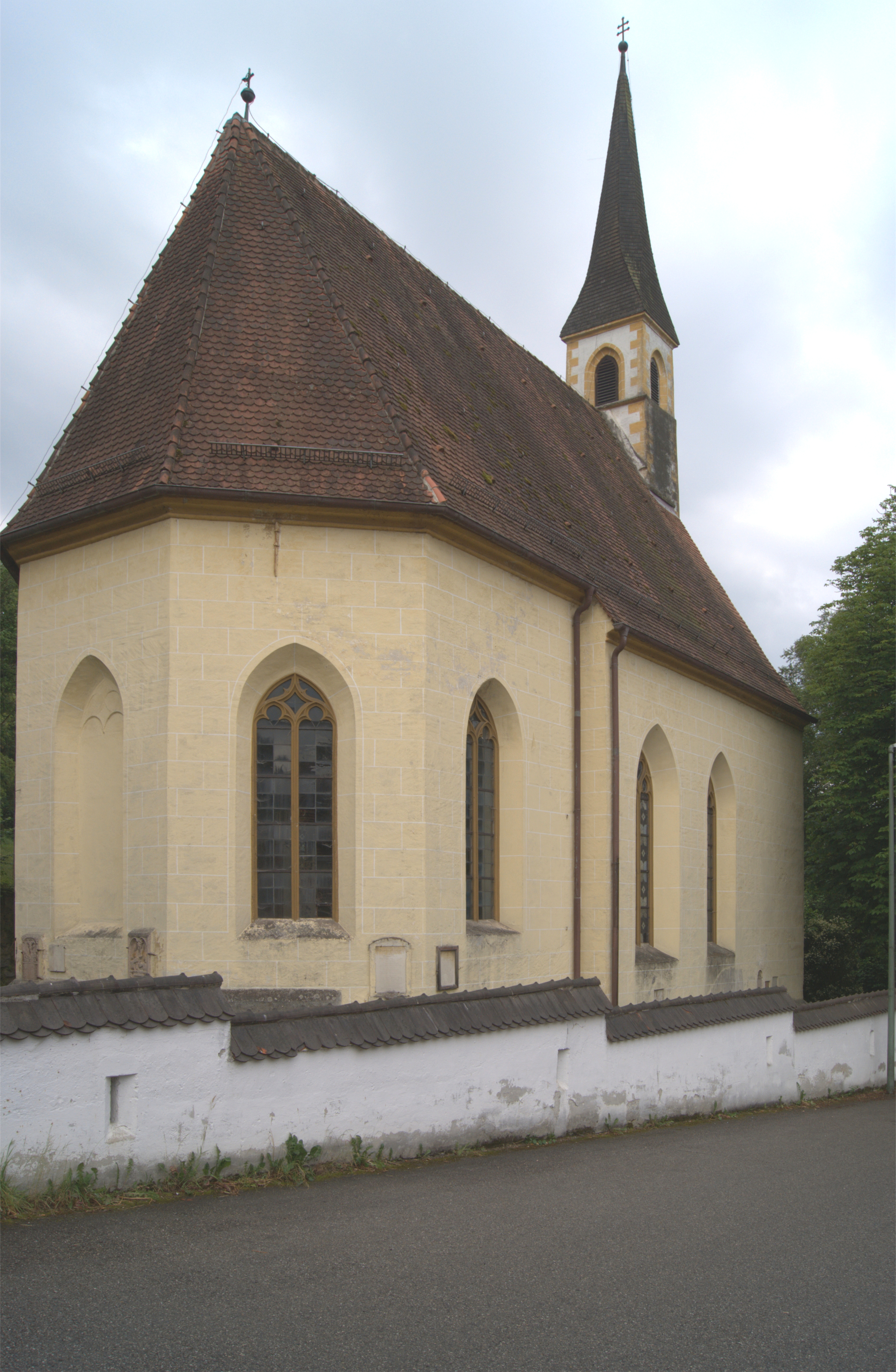
R.K. leprozerie-kerkje St. Achatz (1483)
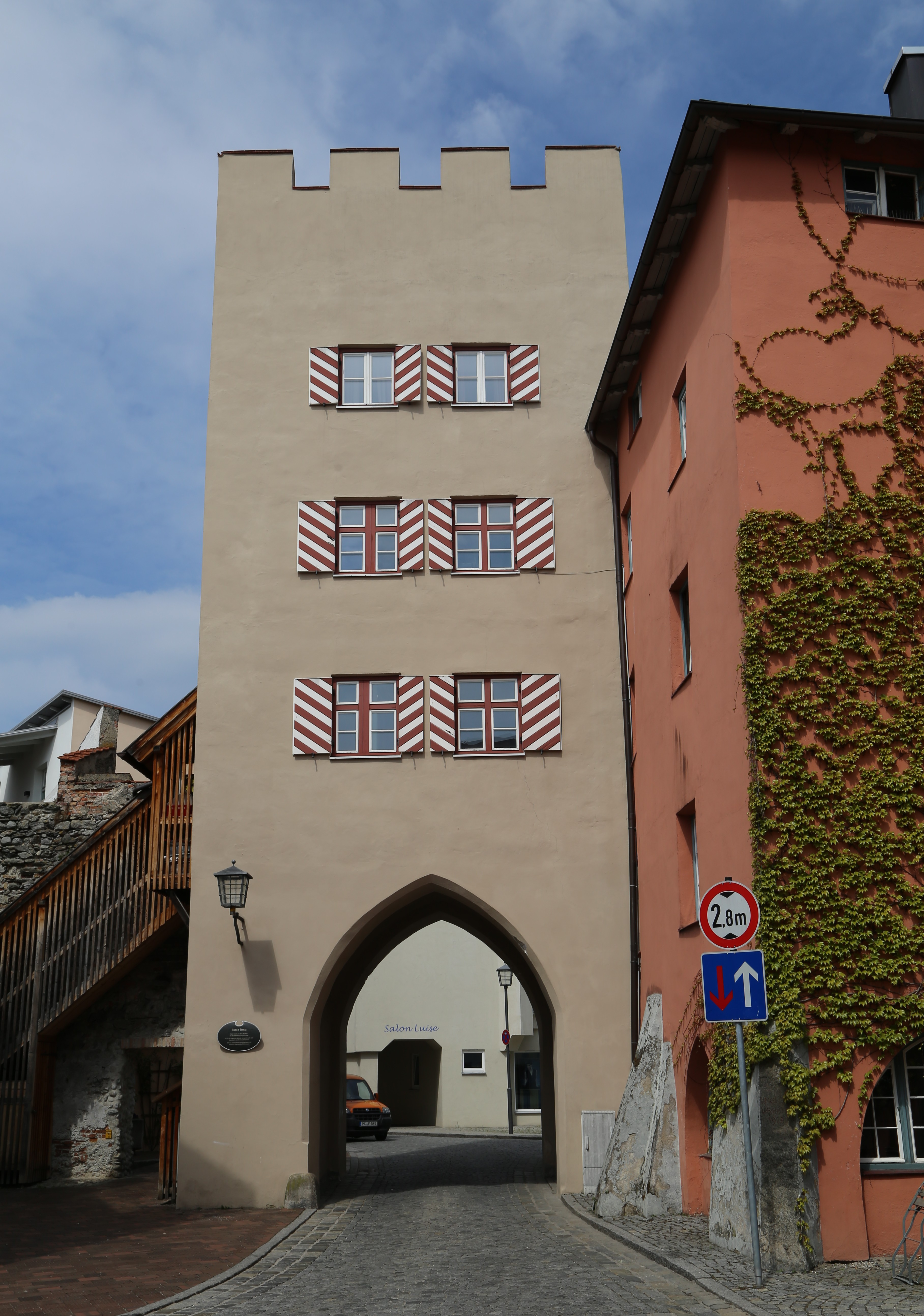
Deel van de vroeg-15e-eeuwse stadsomwalling: Roter Turm (Rode Toren)
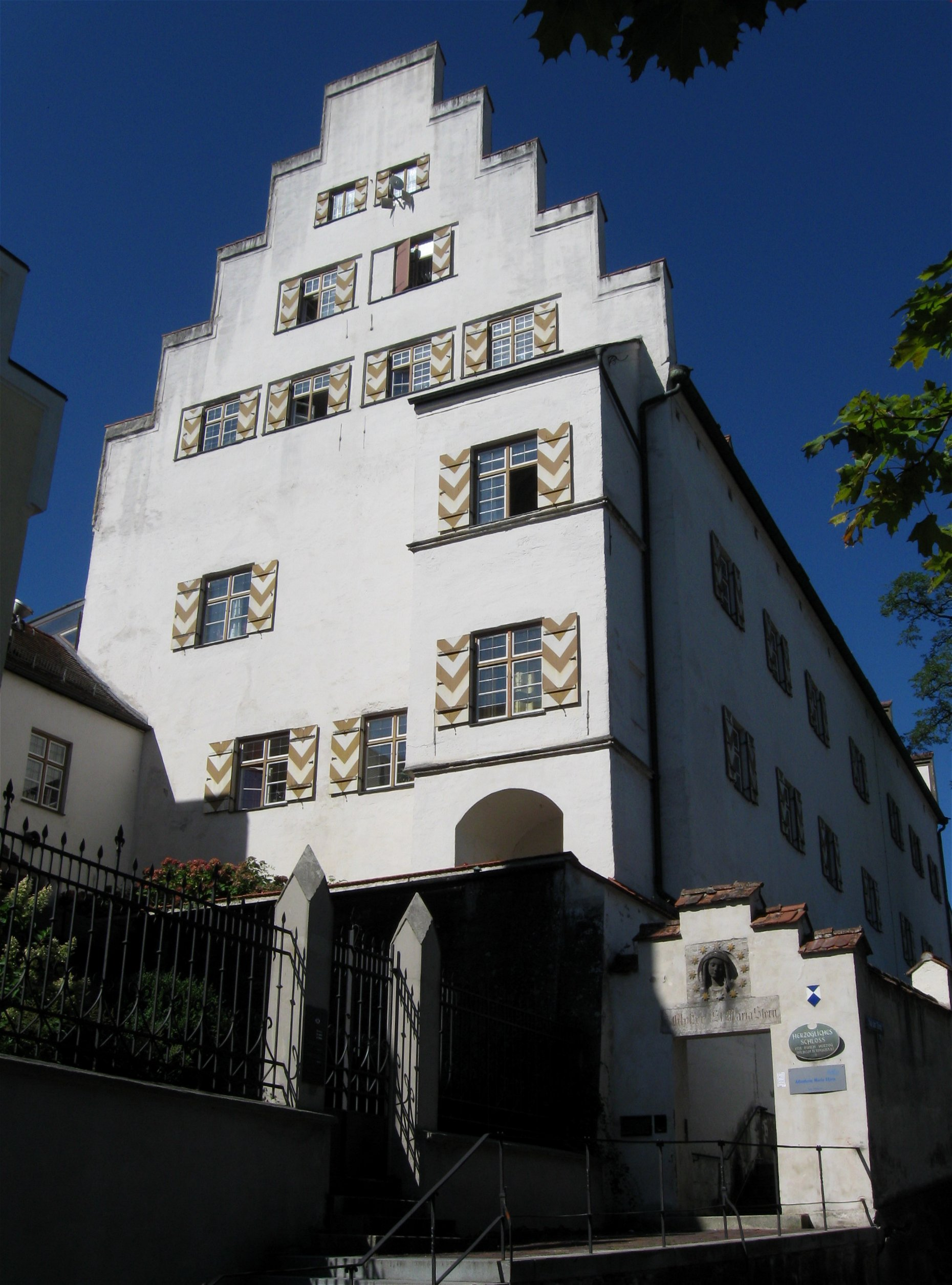
Gedeelte van het v.m. stadskasteel (Schloss Wasserburg)
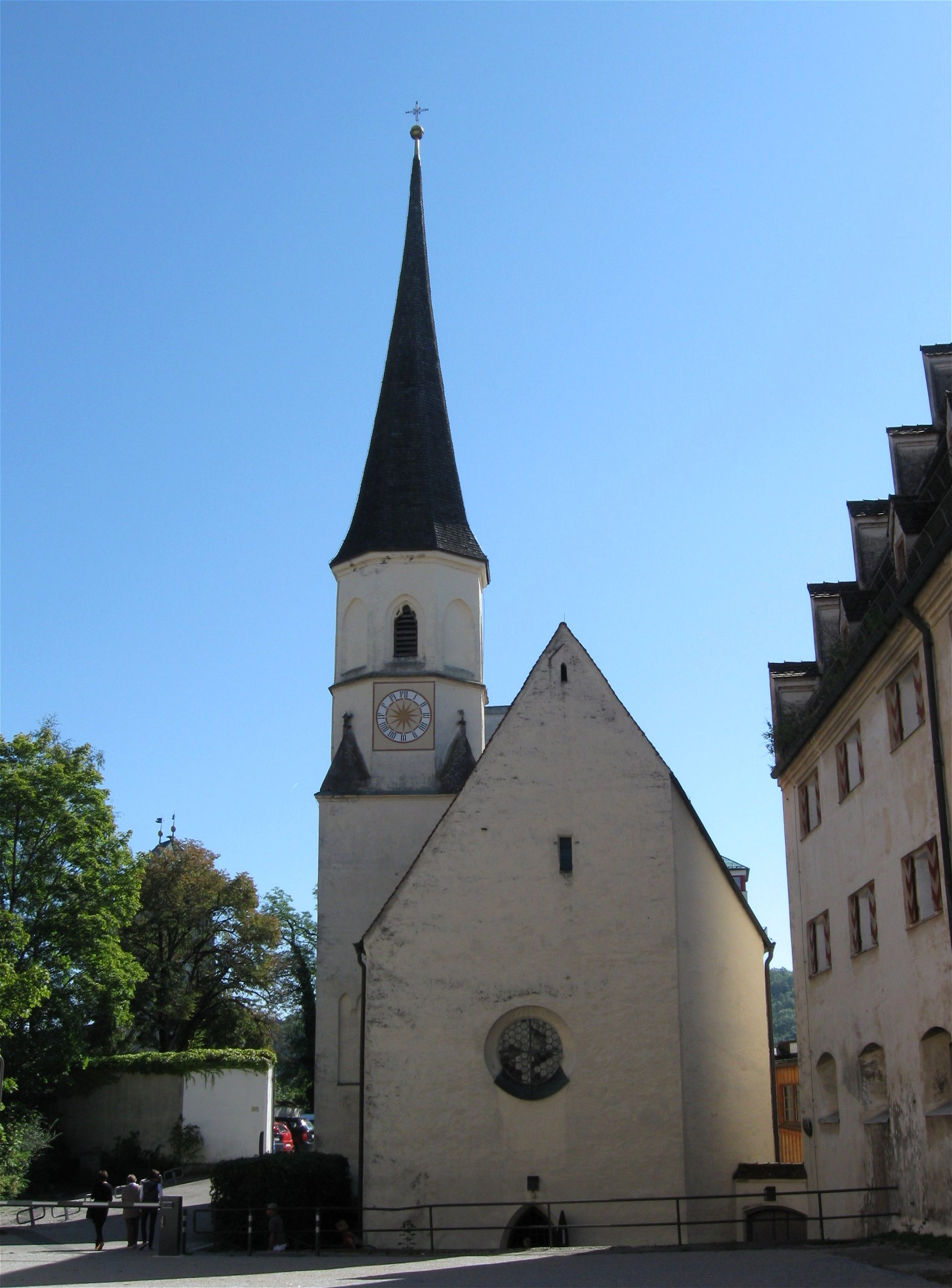
Egidius- of slotkapel (herbouwd in 1464)
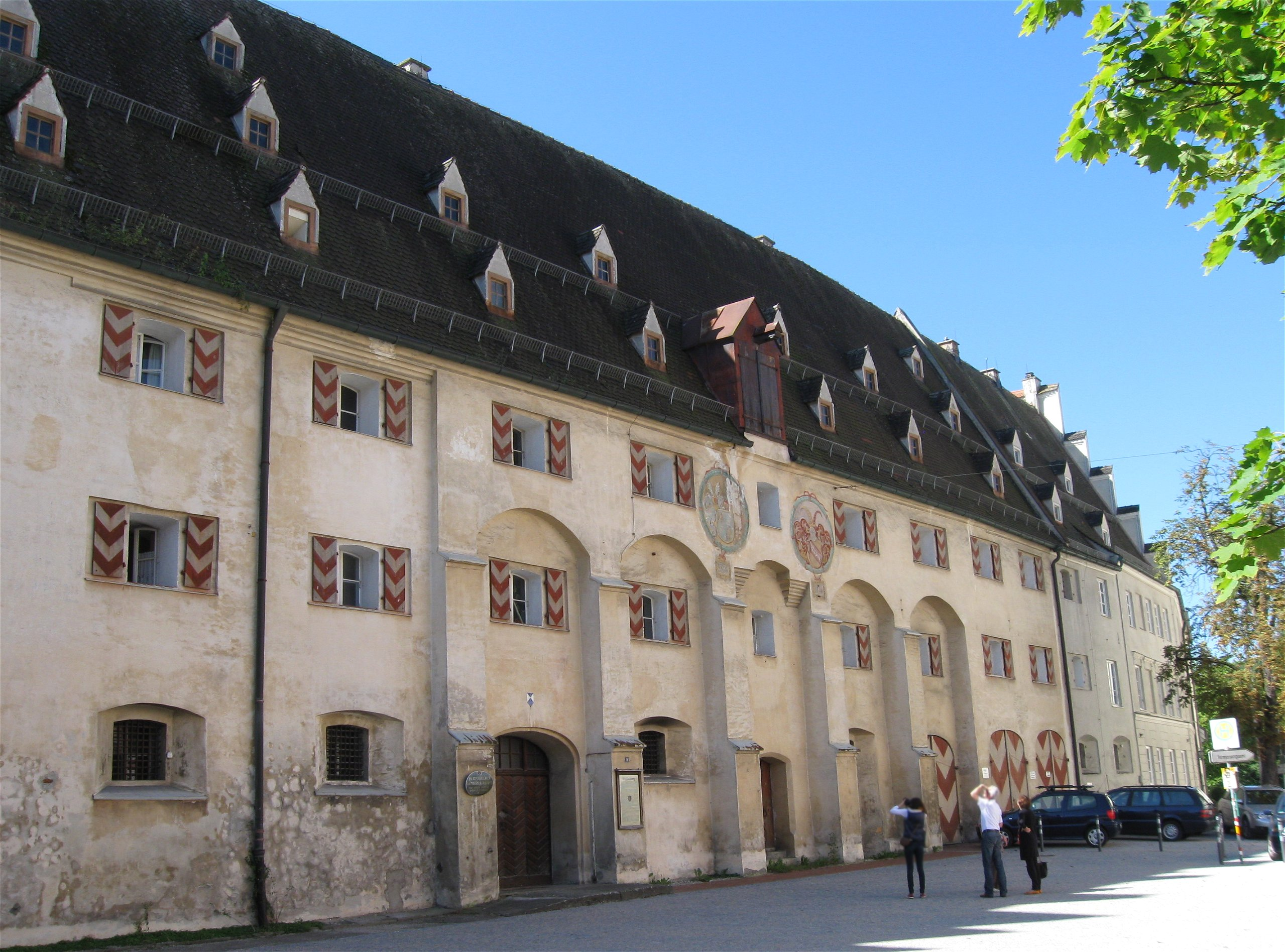
Voormalig hertogelijk graanpakhuis (1526)
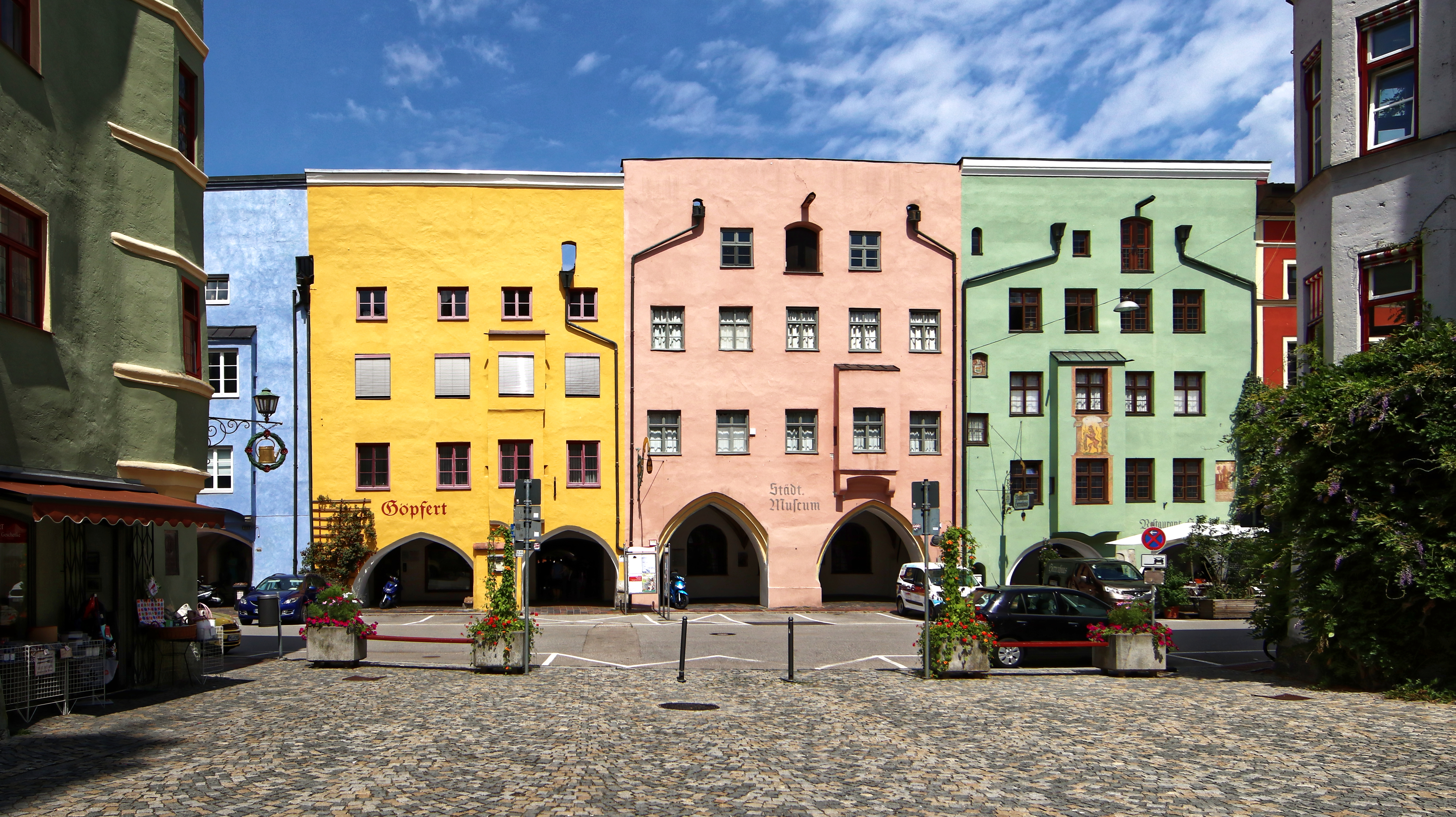
Stedelijk Museum
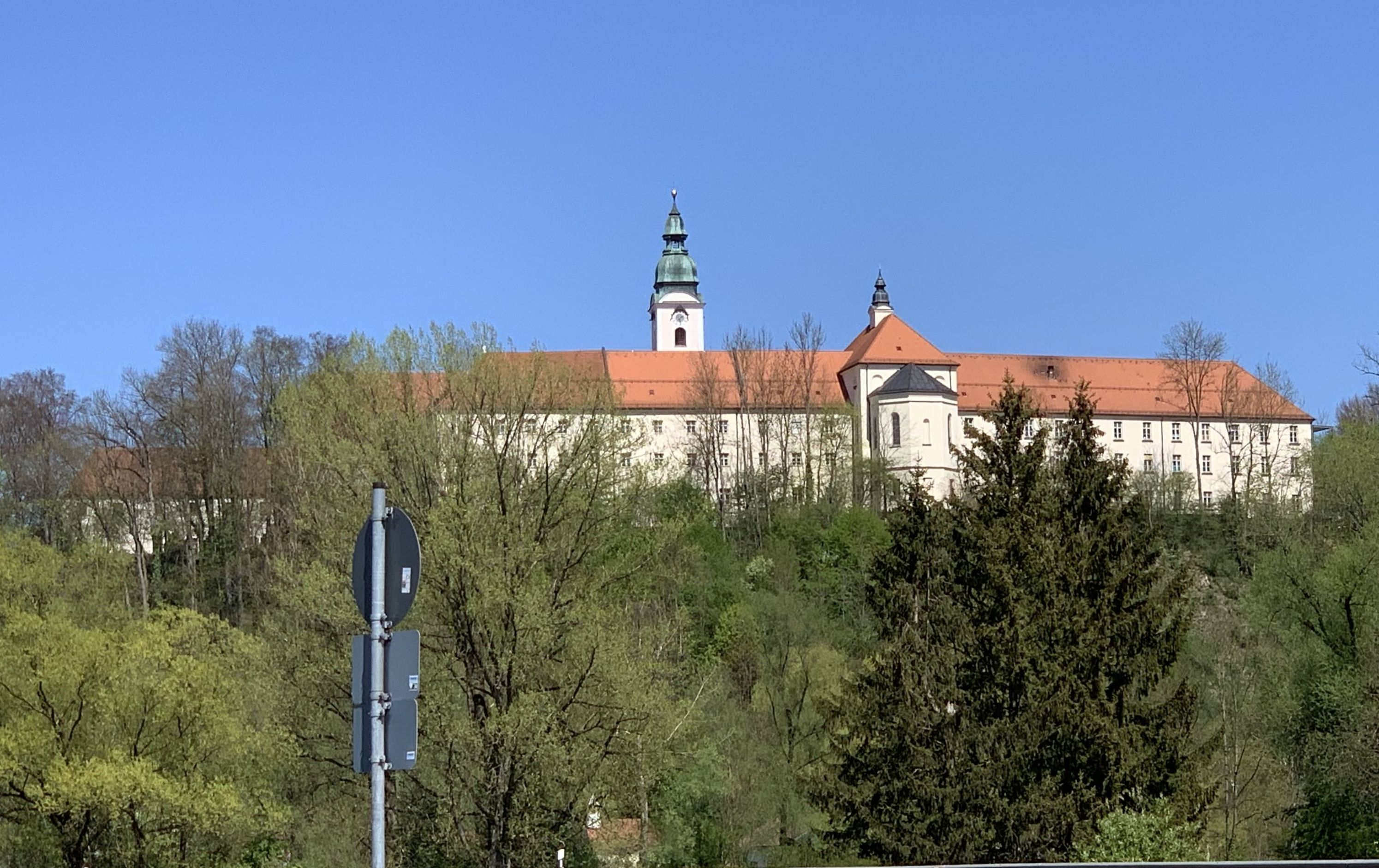
Attel, v.m. klooster met de St. Michaëlskerk (1715)
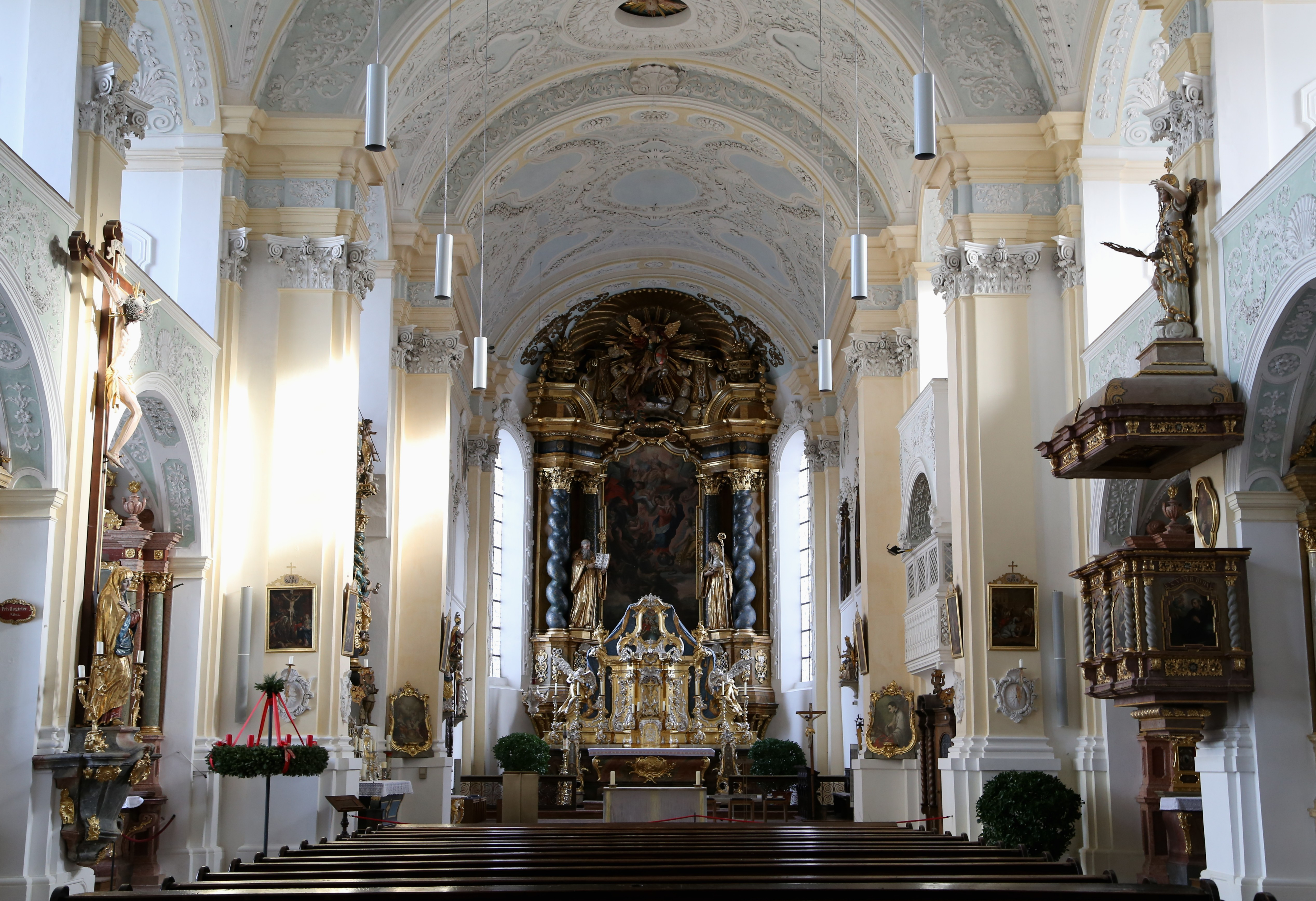
Interieur van deze kerk
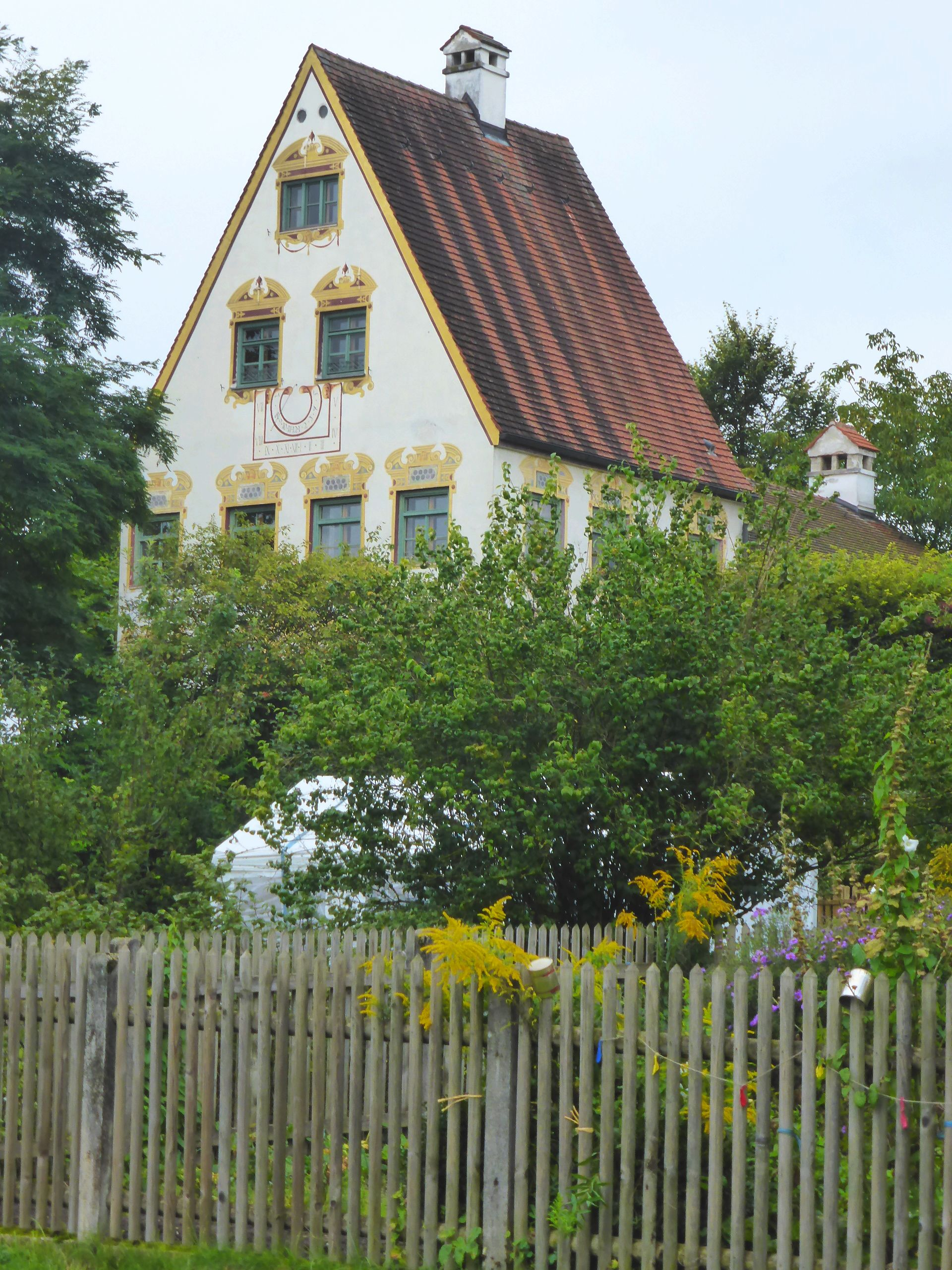
Weikertsham, voormalig kasteel (16e eeuw; privé bewoond)

## Trivia

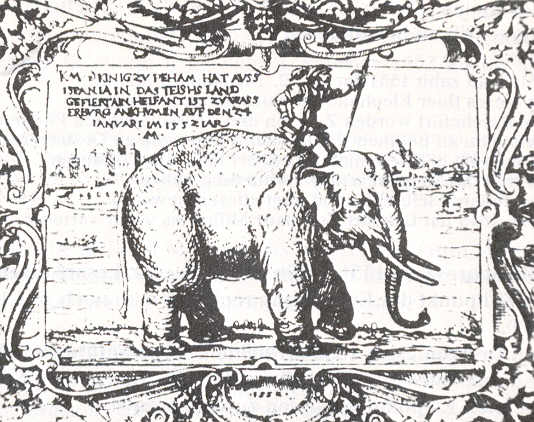
De olifant Soliman te Wasserburg (januari 1552)

Om aan familiebesprekingen over de erfopvolging in het Heilige Roomse Rijk te kunnen deelnemen, reisde Keizer Maximiliaan II, toen nog een prins, in 1550-1552 van Spanje naar Wenen. Deze reis was een spectaculaire diplomatieke stunt, mede doordat hij een Soliman genaamde Indische olifant, met een Indiase mahout als begeleider, in zijn gevolg meenam. Dit exotische, in Europa onbekende, dier droeg niet onbelangrijk bij aan de grootsheid van zijn intocht in Wenen in 1552. Tot op de huidige dag bestaan er langs de route, die Maximiliaan volgde, o.a. langs de rivieren Inn en Donau, herbergen met een aan die olifant herinnerende naam of afbeelding. Tijdens deze reis kwam Maximiliaan met zijn olifant ook, in januari 1552, door Wasserburg, zie bovenstaande afbeelding. Dit was de eerste keer ooit sedert het uitsterven van de mammoet, duizenden jaren eerder, dat mensen uit Zuid-Duitsland en Oostenrijk een olifant zagen.